# Qualificazioni al campionato europeo maschile di calcio 2008 - Gruppo C

## Classifica
| Squadra              | P.ti | G  | V  | N | P | GF | GS | DR  |
| -------------------- | ---- | -- | -- | - | - | -- | -- | --- |
| Grecia               | 31   | 12 | 10 | 1 | 1 | 25 | 10 | +15 |
| Turchia              | 24   | 12 | 7  | 3 | 2 | 25 | 11 | +14 |
| Norvegia             | 23   | 12 | 7  | 2 | 3 | 27 | 11 | +16 |
| Bosnia ed Erzegovina | 13   | 12 | 4  | 1 | 7 | 16 | 22 | –6  |
| Moldavia             | 12   | 12 | 3  | 3 | 6 | 12 | 19 | –7  |
| Ungheria             | 12   | 12 | 4  | 0 | 8 | 11 | 22 | –11 |
| Malta                | 5    | 12 | 1  | 2 | 9 | 10 | 31 | –21 |

Legenda: G = partite giocate; V = partite vinte; N = partite pareggiate; P = partite perse; GF = reti segnate; GS = reti subite; DR = differenza reti; PT = punti.

## Risultati
| Arbitro: | Vejlgaard |

|                    |           |                                                    |
| Pace 6’ Mifsud 85’ | Marcatori | 4’ Barbarez 10’, 45+1’ Hrgović 48’, 50’ Muslimović |

| Arbitro: | Braamhaar |

|                 |           |                                              |
| Gera 90’ (rig.) | Marcatori | 15’, 54’ Solskjær 32’ Strømstad 41’ Pedersen |

| Arbitro: | Trefoloni |

|  |           |                  |
|  | Marcatori | 77’ Liberopoulos |

| Arbitro: | Ristoskov |

|                           |           |  |
| Strømstad 73’ Iversen 79’ | Marcatori |  |

| Arbitro: | González Vázquez |

|                     |           |  |
| Nihat 56’ Tümer 77’ | Marcatori |  |

| Arbitro: | Kapitanis |

|               |           |                                       |
| Misimović 64’ | Marcatori | 36’ (rig.) Huszti 46’ Gera 49’ Dárdai |

| Arbitro: | Piccirillo |

|                          |           |                         |
| Rogaciov 13’, 32’ (rig.) | Marcatori | 62’ Misimović 68’ Grlić |

| Arbitro: | Hamer |

|  |           |            |
|  | Marcatori | 41’ Tuncay |

| Arbitro: | Micheľ |

|                 |           |  |
| Katsouranis 33’ | Marcatori |  |

| Arbitro: | Ver Eecke |

|                   |           |               |
| Schembri 14’, 53’ | Marcatori | 19’ Torghelle |

| Arbitro: | Vollquartz |

|                                                  |           |  |
| Hakan Şükür 35’, 37’ (rig.), 43’, 73’ Tuncay 68’ | Marcatori |  |

| Arbitro: | Baskakov |

|  |           |                                                                     |
|  | Marcatori | 8’ (rig.) Charisteas 82’ Patsatzoglou 85’ Samaras 90+4’ Katsouranis |

| Arbitro: | Aliyev |

|              |           |            |
| Epureanu 85’ | Marcatori | 73’ Mallia |

| Arbitro: | Riley |

|                  |           |                              |
| Carew 50’ (rig.) | Marcatori | 18’ Misimović 33’ Damjanović |

| Arbitro: | Stark |

|              |           |                                              |
| Kyrgiakos 5’ | Marcatori | 27’ Tuncay 55’ Gökhan 70’ Tümer 81’ Gökdeniz |

| Arbitro: | Ingvarsson |

|                     |           |  |
| Priskin 9’ Gera 63’ | Marcatori |  |

| Arbitro: | Proença |

|  |           |                    |
|  | Marcatori | 66’ (rig.) Basinas |

| Arbitro: | Farina |

|                   |           |                         |
| Altıntop 72’, 90’ | Marcatori | 31’ Brenne 40’ Andresen |

| Arbitro: | Fröjdfeldt |

|                                       |           |                              |
| Muslimović 27’ Džeko 47’ Čustović 90’ | Marcatori | 13’ Hakan Şükür 39’ Sarıoğlu |

| Arbitro: | Granat |

|                                                |           |  |
| Hæstad 31’ Helstad 73’ Iversen 79’ Riise 90+1’ | Marcatori |  |

| Arbitro: | Larsen |

|                          |           |  |
| Gekas 16’ Seitaridis 29’ | Marcatori |  |

| Arbitro: | Iturralde González |

|                                        |           |  |
| Iversen 22’ Braaten 57’ Carew 60’, 78’ | Marcatori |  |

| Arbitro: | Richards |

|               |           |  |
| Muslimović 6’ | Marcatori |  |

| Arbitro: | Wegereef |

|                                   |           |            |
| Charisteas 30’ Liberopoulos 90+3’ | Marcatori | 80’ Frunză |

| Arbitro: | Trefoloni |

|                 |           |  |
| Gera 39’ (rig.) | Marcatori |  |

| Arbitro: | Messner |

|                       |           |                            |
| Said 41’ Schembri 76’ | Marcatori | 45’ Hakan Şükür 78’ Servet |

| Arbitro: | Małek |

|  |           |             |
|  | Marcatori | 48’ Iversen |

| Arbitro: | Busacca |

|                     |           |                   |
| Carew 15’ Riise 39’ | Marcatori | 7’, 30’ Kyrgiakos |

| Arbitro: | Dougal |

|                                       |           |  |
| Gökhan 68’ Aurélio 72’ Altıntop 90+3’ | Marcatori |  |

| Arbitro: | Hyytiä |

|  |           |            |
|  | Marcatori | 22’ Bugaev |

| Arbitro: | Nalbandyan |

|                         |           |  |
| Feczesin 34’ Tőzsér 78’ | Marcatori |  |

| Arbitro: | Atkinson |

|            |           |          |
| Frunză 11’ | Marcatori | 63’ Ümit |

| Arbitro: | Gilewski |

|                                           |           |                            |
| Charisteas 10’ Gekas 58’ Liberopoulos 73’ | Marcatori | 54’ Hrgović 90+2’ Ibišević |

| Arbitro: | Mejuto González |

|  |           |                |
|  | Marcatori | 79’ Amanatidis |

| Arbitro: | Ishchenko |

|                       |           |                                   |
| Scerri 71’ Mifsud 84’ | Marcatori | 24’ (rig.) Bugaev 31’, 35’ Frunză |

| Arbitro: | Lannoy |

|  |           |                    |
|  | Marcatori | 5’ Hagen 74’ Riise |

| Arbitro: | Kralovec |

|                                  |           |  |
| Bugaev 13’ Josan 23’ Alexeev 86’ | Marcatori |  |

| Arbitro: | Merk |

|           |           |                    |
| Hagen 12’ | Marcatori | 31’ Emre 59’ Nihat |

| Arbitro: | Kaldma |

|                                                |           |  |
| Gekas 32’, 72’, 74’ Basinas 54’ Amanatidis 61’ | Marcatori |  |

| Arbitro: | Braamhaar |

|           |           |  |
| Nihat 43’ | Marcatori |  |

| Arbitro: | Baskakov |

|            |           |                                           |
| Mifsud 53’ | Marcatori | 25’, 27’ (rig.), 45’ Iversen 75’ Pedersen |

| Arbitro: | Styles |

|            |           |                                       |
| Buzsáky 7’ | Marcatori | 22’ (aut.) Vanczák 59’ (rig.) Basinas |

## Classifica marcatori
| Pos. | Giocatore          | Nazionale            | Gol |
| ---- | ------------------ | -------------------- | --- |
| 1    | Steffen Iversen    | Norvegia             | 7   |
| 2    | Hakan Şükür        | Turchia              | 6   |
| 3    | Theofanis Gekas    | Grecia               | 5   |
| 4    | John Carew         | Norvegia             | 4   |
| 4    | Viorel Frunză      | Moldavia             | 4   |
| 4    | Zoltán Gera        | Ungheria             | 4   |
| 4    | Zvjezdan Misimović | Bosnia ed Erzegovina | 4   |
| 8    | Aggelos Mpasinas   | Grecia               | 3   |
| 8    | Igor Bugaev        | Moldavia             | 3   |
| 8    | Angelos Charisteas | Grecia               | 3   |
| 8    | Sotirios Kyrgiakos | Grecia               | 3   |
| 8    | Nikos Liberopoulos | Grecia               | 3   |
| 8    | Michael Mifsud     | Malta                | 3   |
| 8    | Zlatan Muslimović  | Bosnia ed Erzegovina | 3   |
| 8    | Nihat Kahveci      | Turchia              | 3   |
| 8    | André Schembri     | Malta                | 3   |
| 8    | Tuncay Şanlı       | Turchia              | 3   |